# Радан-Войвода
Рада́н-Войво́да (болг. Радан войвода) — село у Варненській області Болгарії. Входить до складу общини Вилчий Дол.

## Населення
За даними перепису населення 2011 року у селі проживали 386 осіб.
Національний склад населення села:
| Національність   | Кількість осіб | Відсоток |
| ---------------- | -------------- | -------- |
| турки            | 305            | 88,7%    |
| болгари          | 23             | 6,7%     |
| цигани           | 3              | 0,9%     |
| інша             | 0              | 0%       |
| не визначились   | 13             | 3,8%     |
| Всього відповіли | 344            |          |

Розподіл населення за віком у 2011 році:
Динаміка населення: